# أهيغال
بلدية أهيغال (بالإسبانية: Ahigal)‏، هي بلدية تقع في مقاطعة قصرش والتي تقع في منطقة إكستريمادورا، غرب إسبانيا.
يبلغ عدد سكانها 1.479 نسمة وفقاً لإحصائية سنة (2002).